# DIVE
DIVE es el segundo disco lanzado por la cantante japonesa Maaya Sakamoto en 1998. Al igual que su primer álbum, este fue producido por Yōko Kanno. Las letras fueron escritas por Maaya Sakamoto y Yūho Iwasato, excepto "Baby Face" y "Heavenly Blue" que fueron escritas junto con Tim Jensen.

## Lista de canciones
Toda la música compuesta por Yōko Kanno
| #   | Título                                         | Letra          | Duración |
| --- | ---------------------------------------------- | -------------- | -------- |
| 1.  | "I.D."                                         | Maaya Sakamoto | 4:41     |
| 2.  | "Hashiru (Album Ver.) (走る , Run?)"           | Yūho Iwasato   | 5:34     |
| 3.  | "Baby Face"                                    | Tim Jensen     | 4:40     |
| 4.  | "Getsuyou no Asa (月曜の朝 , Monday Morning?)" | Yūho Iwasato   | 4:07     |
| 5.  | "Pilot (パイロット , Pairoto?)"                | Maaya Sakamoto | 3:56     |
| 6.  | "Heavenly Blue"                                | Tim Jensen     | 4:49     |
| 7.  | "Peace (ピース ,Pīsu?)"                        | Maaya Sakamoto | 4:51     |
| 8.  | "Yucca (ユッカ ?)"                             | Yūho Iwasato   | 4:54     |
| 9.  | "Neko to Inu (ねこといぬ , Cat and Dog?)"      | Maaya Sakamoto | 4:04     |
| 10. | "Kodoku (孤独 , Isolation?)"                   | Yūho Iwasato   | 4:58     |
| 11. | "DIVE"                                         | Yūho Iwasato   | 5:26     |

Tiempo total 52:05
- Datos: Q587602